# Pediacus hesperoglaber
Pediacus hesperoglaber is een keversoort uit de familie platte schorskevers (Cucujidae). De wetenschappelijke naam van de soort werd in 2004 gepubliceerd door Oldfield Thomas.